# Holger Waldenberger

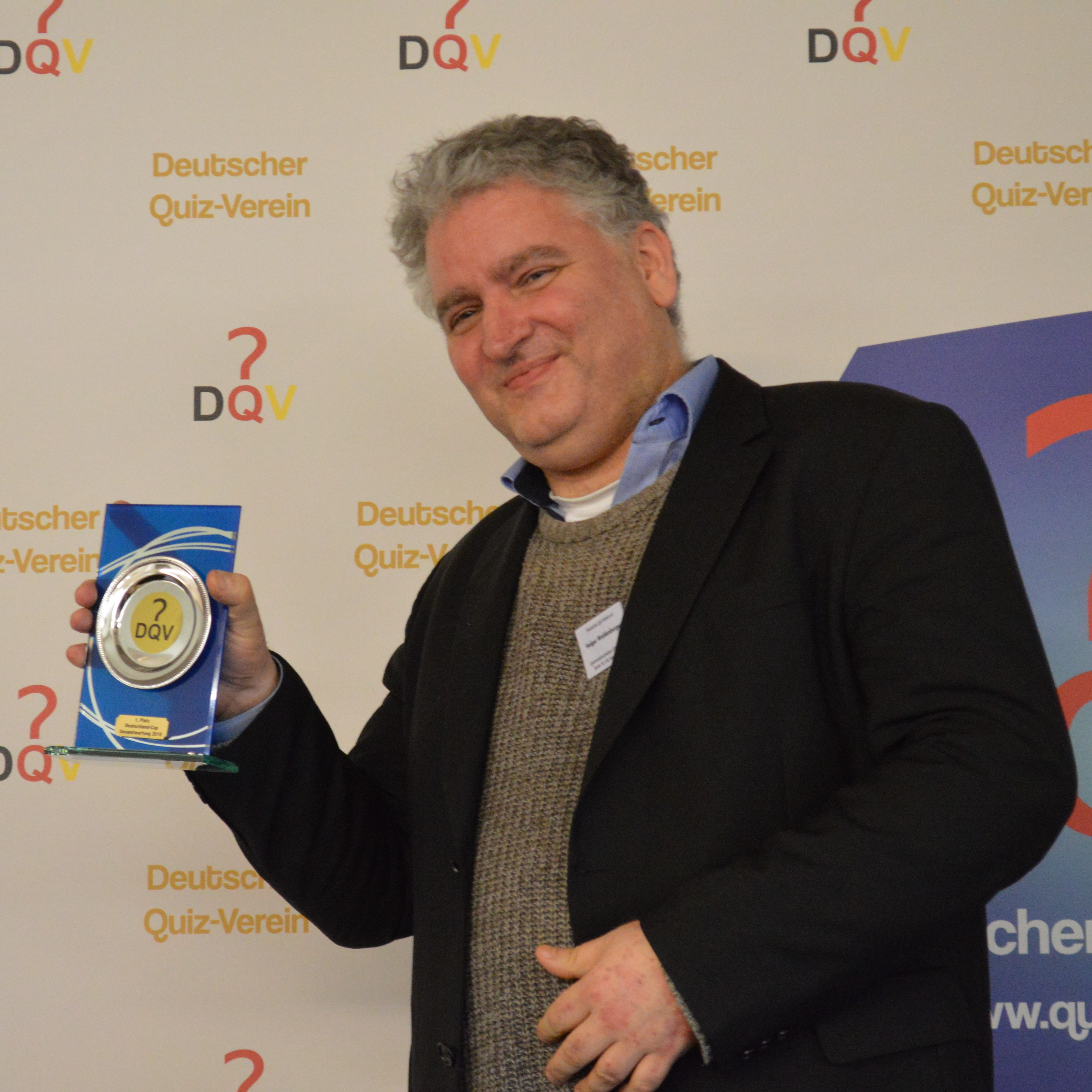
Holger Waldenberger bei der Deutschen Quizmeisterschaft 2020

Holger Waldenberger (* 1967 in Frankfurt am Main) ist ein deutscher Quizspieler. Er wurde 2012 erster Deutscher Quizeuropameister, gewann 2017 mit seinem Team die Club-Europameisterschaft und ist mehrfacher Deutscher Meister. Einem breiten Publikum wurde er als „Jäger“ in der Fernsehsendung Gefragt – Gejagt bekannt, an der er 2012 sowie von 2015 bis 2017 mitwirkte.

## Erfolge im Quizzen
Waldenberger nahm von 2009 bis 2019 jährlich, mit einer krankheitsbedingten Ausnahme 2014, an der Quizweltmeisterschaft teil und war dabei jedes Mal bester Deutscher. Weltweit gesehen landete Waldenberger im Jahr 2009 auf Rang 48, 2010 auf Platz 24, 2011 auf Platz 22. 2012 erreichte er bei knapp 2.000 Teilnehmern den 13. Platz, 2013 landete er auf Rang 24. 2015 erzielte er mit dem weltweit fünften Platz sein bisher bestes Resultat. Es folgten 2016 Platz 13, 2017 Platz 12, 2018 Platz 22 und 2019 Platz 36.
Im November 2012 wurde er als erster Deutscher und zweiter von bislang drei Nicht-Engländern bei der stets auf Englisch gespielten Quizeuropameisterschaft Europameister im Einzel. In der Doppelkonkurrenz erreichte er im selben Jahr zusammen mit der Kroatin Dorjana Širola mit dem dritten Platz ebenfalls sein bislang bestes Resultat. 2017 konnte er mit seinem aus vier Nationen zusammengesetzten Team „Europalia“ – die weiteren Teammitglieder waren Dorjana Širola (Kroatien), Thomas Kolåsæter (Norwegen) und Derk de Graaf (Niederlande) – den Teamwettbewerb der Europameisterschaft gewinnen, nach zwei zweiten Plätzen 2011 und 2012 und zwei dritten Plätzen 2014 und 2015 mit demselben Team. 2018 erreichte „Europalia“ ein weiteres Mal den zweiten Platz.
An der Deutschen Quizmeisterschaft nahm Waldenberger erst ab 2015 teil. 2015 und 2016 errang er zusammen mit seinem Doppelpartner den Meistertitel in der Doppelkonkurrenz, während er im Einzel als Autor der Fragen fungierte und daher nicht teilnehmen konnte. Bei seiner ersten Einzelteilnahme 2017 wurde er sogleich Deutscher Meister und 2018 konnte er seinen Titel erfolgreich verteidigen. 2019 erreichte er im Einzel mit lediglich zwei Punkten Rückstand auf den Sieger Platz drei und gewann im Doppel mit Markus Solty zusammen den Titel. 2020 wurde er zum dritten Mal Deutscher Meister im Einzelwettbewerb, belegte mit Markus Solty den zweiten Platz im Doppelwettbewerb und gewann auch die Deutsche Buzzermeisterschaft. 2021 wurde er erneut deutscher Meister im Einzel und Zweiter im Doppel (mit Nicolai Simon).
Waldenberger war auch regelmäßiges Mitglied der deutschen Quiznationalmannschaft bei Europa- und Weltmeisterschaften, u. a. zusammen mit Sebastian Klussmann, Sebastian Jacoby und Manuel Hobiger.
2021 zog sich Waldenberger vom aktiven Wettkampfquiz zurück.

## Fernsehauftritte
Im Sommer 2012 wurde der als „Hamburger Superhirn“ bezeichnete Waldenberger als „Jäger“ in sechs Folgen der ersten Staffel der NDR-Sendung Gefragt – Gejagt einem größeren deutschen Publikum bekannt. Als Angestellter der Produktionsfirma ITV Studios Germany spielte er gegen eine Mannschaft von Herausforderern, die aus vier Prominenten bestand. Sein Auftreten wurde von Sidney Schering von Quotenmeter damals noch als unauffällig bezeichnet. In den beiden weiteren im NDR gezeigten Staffeln von Gefragt – Gejagt war er nicht zu sehen.
Als die Sendung Gefragt – Gejagt 2015 in das Vorabendprogramm des Ersten wechselte, trat Waldenberger erneut als Jäger an, nun unter dem Kampfnamen „Der Gigant“. So war er in sieben Folgen der von Mai bis Juli 2015 ausgestrahlten ersten ARD-Staffel zu sehen und war auch bei der zweiten (ab November 2015) und dritten (ab Oktober 2016) ARD-Staffel dabei. Seinem Auftreten wurde nun zunehmender Unterhaltungswert attestiert. In der letzten Folge der dritten ARD-Staffel (ausgestrahlt im April 2017) kündigte Waldenberger an, fortan nicht mehr als Jäger aufzutreten, und ist daher seit der vierten ARD-Staffel nicht mehr zu sehen.
Im November 2016 wurde Waldenberger Sieger der ZDF-Sendung Der Quiz-Champion und gewann 250.000 €, nachdem er dort im Oktober 2014 im Finale gescheitert war. In dieser Spezialausgabe unter dem Namen „Champions-Special“ traten alle bisherigen Finalisten nochmals an.
In der Sendung vom 4. November 2019 war Holger Waldenberger Telefonjoker in der österreichischen Millionenshow.

## Privates
2013 arbeitete Waldenberger nach eigener Aussage als selbstständiger Übersetzer. Er lebt in Hamburg.
Waldenberger ist mit einem IQ von 138 hochbegabt und war nach eigenen Angaben Mitglied bei Mensa in Deutschland.